# Michael Sanderling

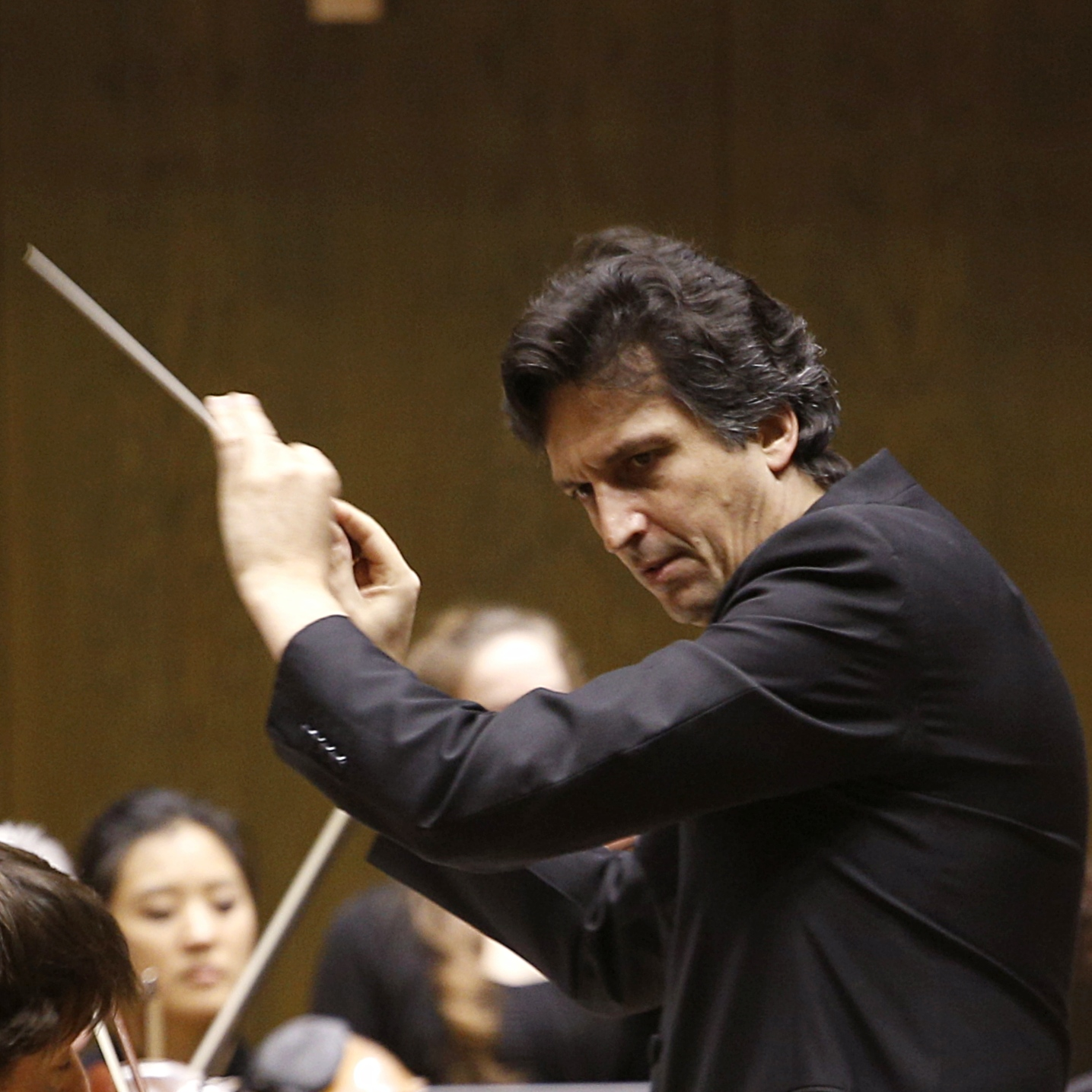
Michael Sanderling im Gewandhaus Leipzig (2016)

Michael Sanderling (* 21. Februar 1967 in Ost-Berlin) ist ein deutscher Dirigent und Cellist.

## Biografie

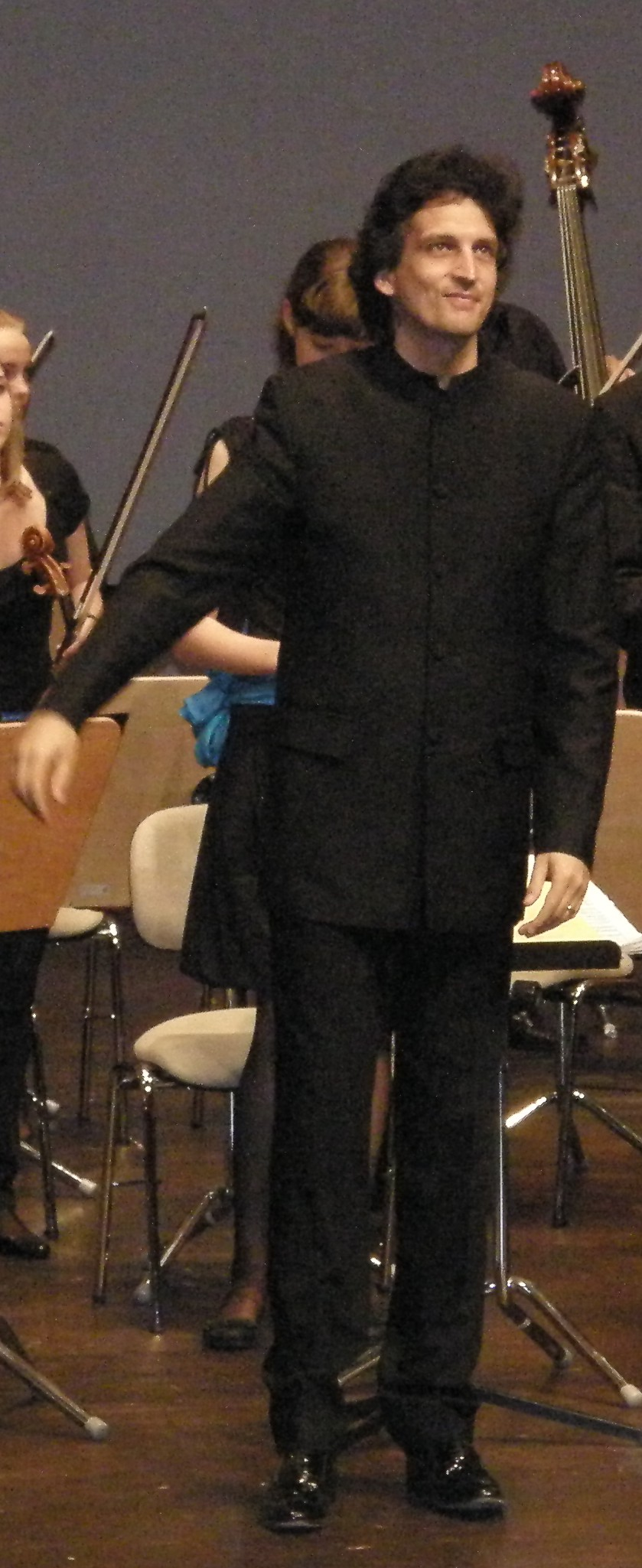
Michael Sanderling bei einem öffentlichen Konzert im Potsdamer Nikolaisaal (2011)

Sanderling, Sohn der Kontrabassistin Barbara Sanderling und des Dirigenten Kurt Sanderling, erhielt seinen ersten Violoncellounterricht im Alter von fünf Jahren bei Liselotte Schordan in Berlin. Im Alter von 11 Jahren wurde er Schüler von Matthias Pfaender an der Spezialschule für Musik Berlin. Mit 17 Jahren wurde er an der Hochschule für Musik „Hanns Eisler“ Berlin angenommen und studierte dort bei Josef Schwab. Konsultationen führten ihn außerdem unter anderem zu William Pleeth, Yo-Yo Ma, Gary Hoffman und Lynn Harrell. Im Jahre 1987 gewann er den 1. Preis beim Internationalen Maria-Canals-Wettbewerb in Barcelona und wurde im selben Jahr nach seinem solistischen Debüt beim Gewandhausorchester Leipzig von Kurt Masur als Solocellist des Orchesters engagiert, wo er bis 1992 tätig war. In den Jahren 1994 bis 2006 war er als Solo-Cellist mit Gastvertrag im Rundfunk-Sinfonieorchester Berlin engagiert. Von 1994 bis 1998 war er Dozent für Violoncello an der Hochschule für Musik „Hanns Eisler“ Berlin. 1998 wechselte er an die Hochschule für Musik und Darstellende Kunst Frankfurt am Main. Zwischen 2000 und 2003 hatte er dazu eine Professur an der Hochschule der Künste Bern inne.
Sanderling lebt in Luzern.

### Konzertlaufbahn als Cellist
Zu den Orchestern, mit denen Michael Sanderling als Solist aufgetreten ist, zählen das Symphonieorchester des Bayerischen Rundfunks, die Bamberger Symphoniker, das Deutsche Symphonie-Orchester Berlin, das Rundfunk-Sinfonieorchester Berlin, das Orchestre de Paris, das Tonhalle-Orchester Zürich, die Wiener Symphoniker, das Los Angeles Philharmonic Orchestra und das Boston Symphony Orchestra. Zu seinen Kammermusikpartnern gehören Elisabeth Leonskaja, Julia Fischer, Martin Helmchen und Veronika Eberle. Von 1988 bis 1996 war er Mitglied des Trio Ex Aequo. Michael Sanderling tritt seit dem Jahre 2010 nicht mehr solistisch in Erscheinung, sondern widmet sich neben der pädagogischen Arbeit ausschließlich seinen Aufgaben als Dirigent.

### Laufbahn als Dirigent
Michael Sanderling debütierte als Dirigent am 25. November 2000 mit einem Konzert des Kammerorchesters Berlin in der Berliner Philharmonie. Seitdem übernahm er schrittweise Dirigate. Im Jahre 2003 wurde er Chefdirigent der Deutschen Streicherphilharmonie, mit der er bei Gastspielen in großen deutschen Konzerthäusern, bei den Dresdner Musikfestspielen, den Festspielen Mecklenburg-Vorpommern, in Montenegro, Norwegen, China und Malaysia sowie bei Young Euro Classic in Berlin auftrat. Von 2006 bis 2010 war er Chefdirigent und künstlerischer Leiter der Kammerakademie Potsdam. In diese Zeit fielen die Operneinstudierung von Philip Glass’ The Fall of the House of Usher, eine Deutschland-Tournee im Jahre 2007 mit Julia Fischer und Daniel Müller-Schott sowie Auftritte beim Rheingau Musik Festival und eine Tournee nach Spanien im Jahre 2009. Im Jahre 2008 wurden zudem Werke für kleines Orchester von Dmitri Schostakowitsch bei Sony veröffentlicht.
2010 wählte die Dresdner Philharmonie Michael Sanderling zu ihrem Chefdirigenten. Er übernahm das Amt in der Nachfolge von Rafael Frühbeck de Burgos (1933–2014) ab der Saison 2011/12. 2011 leitete er an der Oper Köln die Neueinstudierung von Sergej Prokofjews Oper Krieg und Frieden. 2012 wurde sein Vertrag als Chefdirigent der Dresdner Philharmonie bis einschließlich der Saison 2018/19 verlängert.
In den Jahren seines Wirkens als Chefdirigent der Dresdner Philharmonie wurden sämtliche Sinfonien von Ludwig van Beethoven und Dmitri Schostakowitsch auf CD aufgenommen und beim Label SONY Classical veröffentlicht.
Am 27. November 2016 kündigte Sanderling in einem Brief an Dresdens Kulturbürgermeisterin Annekatrin Klepsch an, seinen Vertrag nicht über das Jahr 2019 hinaus zu verlängern. Er begründete dies mit einer geplanten Kürzung des Orchester-Etats um jährlich 250.000 Euro, die mit ihm vorher nicht abgestimmt worden sei.
Als Gastdirigent leitete Michael Sanderling unter anderem die Berliner Philharmoniker, das Gewandhausorchester Leipzig, das Concertgebouw-Orchester Amsterdam, die Münchner Philharmoniker, die Wiener Symphoniker, das Tonhalle-Orchester Zürich, das Toronto Symphony Orchestra, das Radio-Sinfonieorchester Stuttgart und das WDR Sinfonieorchester Köln.
Seit der Saison 2021/22 ist Michael Sanderling Chefdirigent des Luzerner Sinfonieorchesters.

## CD-Produktionen als Dirigent (Auswahl)
- Beethoven – 3. Sinfonie „Eroica“, Schostakowitsch – 10. Sinfonie, 2017, Sony Music Entertainment.
- Beethoven – 6. Sinfonie „Pastorale“, Schostakowitsch – 6. Sinfonie, 2015, Sony Music Entertainment.
- Dvořák – Cellokonzerte; Daniel Müller-Schott, NDR Sinfonieorchester, 2014, ORFEO.
- Fauré – Pelléas et Mélisande, Tschaikowski – Capriccio Italien, Prokofjew – Romeo und Julia; Dresdner Philharmonie, 2012, GENUIN classics.
- Schnyder – Around the World; Rundfunk-Sinfonieorchester Berlin, 2011, BIS Records.
- Tschaikowski – Die Jahreszeiten, Bartók – Transsilvanische Tänze, Rumänische Volkstänze; Deutsche Streicherphilharmonie, 2010, GENUIN classics.
- Schostakowitsch, Kammersinfonien; Kammerakademie Potsdam, 2008, Sony Music Entertainment.